# João Batista da Costa
João Batista da Costa, né le 24 novembre 1865 à Itaguaí − mort le 20 avril 1926 à Rio de Janeiro, est un peintre, dessinateur, illustrateur et enseignant brésilien,,.

## Biographie
L’enfance de João Batista da Costa est marquée par la pauvreté. Orphelin à l’âge de 8 ans, il est ballotté entre les orphelinats et des séjours chez des proches. C’est dans un orphelinat qu’il s’éveille à la musique et à l’art. Son talent est remarqué par Antônio de Souza Lobo (1840-1909), un de ses professeurs. Avec l’appui de ce dernier et d’autres professeurs, João Batista da Costa intègre l’Académie impériale des Beaux-Arts en 1885 et devient l’élève de João Zeferino da Costa, José Maria de Medeiros (pt) et Rodolfo Amoedo,,.
Diplômé en 1889, João Batista da Costa part pour Paris à l’Académie Julian où il étudie avec Jules Lefebvre (1836 - 1912) et Tony Robert-Fleury (1837 - 1911). Pendant son séjour en Europe, il voyage également en Allemagne et en Italie avant de revenir au Brésil en 1898 après avoir perdu sa première épouse. Son thème de prédilection est les paysages de la campagne brésilienne.
À son retour, João Batista da Costa commence à exposer chaque année dans des expositions nationales, il reçoit une médaille d’or de deuxième classe en 1900, de première classe en 1904 et la grande médaille d’or en 1908. En 1906, il est invité par l’École nationale des beaux-arts à remplacer Rodolfo Amoedo dans la coordination de l’atelier de peinture. À ce moment, son travail élimine progressivement les portraits et le peintre commence à se focaliser sur les paysages. La production de Baptista da Costa est vaste et se compose de peintures importantes de scènes de genre et de portraits tels que João Gomes do Rego et Dom Pedro II, mais il se consacre surtout à la peinture de paysage. Il a comme étudiants Candido Portinari (1903 - 1962), Orlando Teruz (pt) (1902 - 1984) et Quirino Campofiorito (pt) (1902 - 1993), entre autres. De 1915 à 1926, il prend la direction de l’école jusqu’à sa mort.

## Galerie

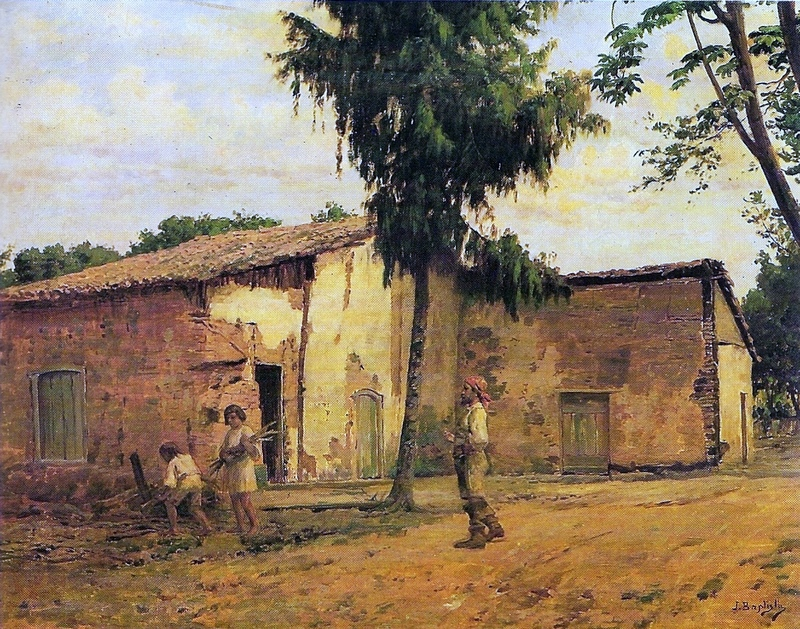
Casa e Capela de Antônio Raposo Tavares